# Borrel (Wüstung)
Borrel ist eine Wüstung nahe Wiegersen in der Gemeinde Sauensiek im Landkreis Stade in Niedersachsen. Borrel lag zwischen Wiegersen und Revenahe.
Borrel wurde zusammen mit Revenahe und Kammerbusch erstmals um 1500 im Vörder Register erwähnt. Borrel war damals der namensgebende Teil der aus Borrel, Kammerbusch und Revenahe bestehenden politischen Gemeinschaft. Noch 1821 hatte der Ortsteil Borrel die meisten Einwohner. In der zweiten Hälfte des 18. Jahrhunderts wurde Borrel vom Rittergut Wiegersen aufgekauft. Auf dem umliegenden Heide- und Ackerland wurde daraufhin mit einer forstwirtschaftlichen Bepflanzung begonnen. Nach einem Eigentumswechsel des Ritterguts Wiegersen 1887 wurde Borrel bis 1900 nach und nach von den Einwohnern verlassen. Die verlassenen Gebäude wurden abgebrochen. Am 26. Juni 1909 wurde durch Kabinettsorder die Gemarkung Borrel offiziell in Revenahe umbenannt.
Heute erinnert an Borrel noch der Straßenname "Borrel" in Wiegersen und der ehemalige Dorfbrunnen.